# Suberites ramosus
Suberites ramosus är en svampdjursart som beskrevs av Brøndsted 1924. Suberites ramosus ingår i släktet Suberites och familjen Suberitidae. Inga underarter finns listade i Catalogue of Life.